# Fléty
Fléty település Franciaországban, Nièvre megyében. Lakosainak száma 90 fő (2022. január 1.). Fléty Avrée, Tazilly, Luzy, Millay és Savigny-Poil-Fol községekkel határos.

## Népesség
A település népességének változása:
| Lakosok száma | 112  | 108  | 103  | 98   | 93   | 91   | 90   | 90   |
|               | 2013 | 2015 | 2017 | 2018 | 2019 | 2020 | 2021 | 2022 |